# 2005-ös közel-keleti ralibajnokság
A 2005-ös közel-keleti ralibajnokság 2005. február 2-án vette kezdetét és december 2-án végződött. A bajnok a katari Nászer el-Attija lett.

## Versenynaptár
| Dátum                         | Verseny                          | Győztes          |
| ----------------------------- | -------------------------------- | ---------------- |
| február 2–4.                  | UAE International Rally          | Nászer el-Attija |
| február 23–25.                | Bahrain International Rally 2005 | Nászer el-Attija |
| március 26–18.                | Oman International Rally         | Nászer el-Attija |
| április 13–15.                | Qatar International Rally        | Nászer el-Attija |
| május 5–7.                    | Jordan International Rally       | Nászer el-Attija |
| augusztus 31. – szeptember 2. | Syrian International Rally       | Nászer el-Attija |
| október 7–9.                  | The Troodos Rally                | Nászer el-Attija |
| november 30. – december 2.    | Dubai International Rally        | Hálid al-Kászimi |

## Végeredmény
| # | Versenyző        | Rali | Rali | Rali | Rali | Rali | Rali | Rali | Rali | Teljes pontszám |
| # | Versenyző        | UAE  | BAH  | OMA  | QAT  | JOR  | SYR  | TRO  | DUB  | Teljes pontszám |
| - | ---------------- | ---- | ---- | ---- | ---- | ---- | ---- | ---- | ---- | --------------- |
| 1 | Nászer el-Attija | 10   | 10   | 10   | 10   | 10   | 10   | 10   | 0    | 70              |
| 2 | Hálid al-Kászimi | 8    | 8    | 8    | 0    | 6    | 8    | 0    | 10   | 48              |

## Külső hivatkozások
- A bajnokság hivatalos honlapja
- Eredmények az FIA archívumában
- Eredmények a rallybase.nl honlapon